# Juan Manuel Márquez
Juan Manuel Márquez Méndez (23 august 1973) este un fost pugilist profesionist mexican campion mondial. Este al treilea boxer mexican (după Erik Morales și Jorge Arce) care a devenit campion mondial la patru divizii, câștigând șapte titluri mondiale la patru categorii diferite.

## Rezultate în boxul profesionist
| 56 Victorii (40 victorii înainte de limită, 16 decizii), 7 Înfrângeri (6 decizii, 1 descalificare), 1 Egal |                  |                       |     |               |            |                                                  | |
| Rez. | Rezultat general | Adversar              | Tip | Runda, Timp   | Data       | Locația                                          | Note |
| Victorie                                                                                                   | 56–7–1           | Mike Alvarado         | UD  | 12            | 2014-05-17 | The Forum, Inglewood, California                 | A câștigat titlul WBO International Welterweight.                                                              |
| Înfrângere                                                                                                 | 55–7–1           | Timothy Bradley       | SD  | 12            | 2013-10-12 | Thomas & Mack Center, Las Vegas, Nevada          | Pentru titlul WBO Welterweight.                                                                                |
| Victorie                                                                                                   | 55–6–1           | Manny Pacquiao        | KO  | 6 (12), 2:59  | 2012-12-08 | MGM Grand Hotel & Casino, Las Vegas, Nevada      | A câștigat titlul WBO 'Champion of the Decade'.                                                                |
| Victorie                                                                                                   | 54–6–1           | Serhiy Fedchenko      | UD  | 12            | 2012-04-14 | Arena Ciudad de México, Mexico City              | A câștigat titlul Interim WBO Light Welterweight.                                                              |
| Înfrângere                                                                                                 | 53–6–1           | Manny Pacquiao        | MD  | 12            | 2011-11-12 | MGM Grand Hotel & Casino, Las Vegas, Nevada      | Pentru titlul WBO Welterweight.                                                                                |
| Victorie                                                                                                   | 53–5–1           | Likar Ramos           | KO  | 1 (12), 1:46  | 2011-07-16 | Plaza de Toros, Cancún, Quintana Roo             | |
| Victorie                                                                                                   | 52–5–1           | Michael Katsidis      | TKO | 9 (12), 2:14  | 2010-11-27 | MGM Grand Hotel & Casino, Las Vegas, Nevada      | A păstrat titlurile The Ring, WBO & WBA (Super) Lightweight.                                                   |
| Victorie                                                                                                   | 51–5–1           | Juan Díaz             | UD  | 12            | 2010-07-31 | Mandalay Bay Resort & Casino, Las Vegas, Nevada  | A păstrat titlurile The Ring, WBO & WBA (Super) Lightweight.                                                   |
| Înfrângere                                                                                                 | 50–5–1           | Floyd Mayweather, Jr. | UD  | 12            | 2009-09-19 | MGM Grand Hotel & Casino, Las Vegas, Nevada      | |
| Victorie                                                                                                   | 50–4–1           | Juan Díaz             | TKO | 9 (12), 2:40  | 2009-02-28 | Toyota Center, Houston, Texas                    | A păstrat titlul The Ring Lightweight. A câștigat titlurile vacante WBO, vacant WBA (Super) & IBO Lightweight. |
| Victorie                                                                                                   | 49–4–1           | Joel Casamayor        | KO  | 11 (12), 0:55 | 2008-09-13 | MGM Grand Hotel & Casino, Las Vegas, Nevada      | A câștigat titlul The Ring Lightweight.                                                                        |
| Înfrângere                                                                                                 | 48–4–1           | Manny Pacquiao        | SD  | 12            | 2008-03-15 | Mandalay Bay Resort & Casino, Las Vegas, Nevada  | A pierdut WBC Super Featherweight. Pentru titlul vacant The Ring Super Featherweight.                          |
| Victorie                                                                                                   | 48–3–1           | Rocky Juarez          | UD  | 12            | 2007-11-03 | Desert Diamond Casino, Tucson, Arizona           | A păstrat titlul WBC Super Featherweight.                                                                      |
| Victorie                                                                                                   | 47–3–1           | Marco Antonio Barrera | UD  | 12            | 2007-03-17 | Mandalay Bay Resort & Casino, Las Vegas, Nevada  | A câștigat titlul WBC Super Featherweight.                                                                     |
| Victorie                                                                                                   | 46–3–1           | Jimrex Jaca           | KO  | 9 (12), 2:48  | 2006-11-25 | Dodge Arena, Hidalgo, Texas                      | A păstrat titlul Interim WBO Featherweight.                                                                    |
| Victorie                                                                                                   | 45–3–1           | Terdsak Kokietgym     | TKO | 7 (12), 1:13  | 2006-08-05 | MontBleu Resort Casino & Spa, Stateline, Nevada  | Won Interim WBO Featherweight.                                                                                 |
| Înfrângere                                                                                                 | 44–3–1           | Chris John            | UD  | 12            | 2006-03-04 | Karang Melenu Sports Hall, Kutai Kartanegara     | A pierdut titlul WBA Featherweight.                                                                            |
| Victorie                                                                                                   | 44–2–1           | Victor Polo           | UD  | 12            | 2005-05-07 | Mandalay Bay Resort & Casino, Las Vegas, Nevada  | A păstrat titlul WBA & IBF Featherweights.                                                                     |
| Victorie                                                                                                   | 43–2–1           | Orlando Salido        | UD  | 12            | 2004-09-18 | MGM Grand Hotel & Casino, Las Vegas, Nevada      | A păstrat titlul WBA (Super) & IBF Featherweights.                                                             |
| Egal | 42–2–1           | Manny Pacquiao        | SD  | 12            | 2004-05-08 | MGM Grand Hotel & Casino, Las Vegas, Nevada      | A păstrat titlul WBA (Super) & IBF Featherweights. Pentru titlul The Ring Featherweight.                       |
| Victorie                                                                                                   | 42–2             | Derrick Gainer        | TD  | 7 (12), 2:37  | 2003-11-01 | Van Andel Arena, Grand Rapids, Michigan          | A păstrat titlul IBF Featherweight. Won vacant WBA (Super) Featherweight.                                      |
| Victorie                                                                                                   | 41–2             | Marcos Licona         | TKO | 9 (10), 3:00  | 2003-08-16 | Mohegan Sun, Montville, Connecticut              | |
| Victorie                                                                                                   | 40–2             | Manuel Medina         | TKO | 7 (12), 1:18  | 2003-02-01 | Mandalay Bay Resort & Casino, Las Vegas, Nevada  | Won vacant IBF Featherweight.                                                                                  |
| Victorie                                                                                                   | 39–2             | Hector Javier Marquez | TKO | 10 (10), 0:28 | 2002-06-21 | Orleans Hotel & Casino, Las Vegas, Nevada        | |
| Victorie                                                                                                   | 38–2             | Robbie Peden          | RTD | 10 (12), 3:00 | 2002-03-09 | A. J. Palumbo Center, Pittsburgh, Pennsylvania   | Won NABF & vacant USBA Featherweights.                                                                         |
| Victorie                                                                                                   | 37–2             | Johnny Walker         | TKO | 1 (10), 0:56  | 2001-10-19 | Coeur d'Alene Casino Resort Hotel, Worley, Idaho | |
| Victorie                                                                                                   | 36–2             | Julio Gamboa          | TKO | 7 (10), 3:00  | 2001-08-19 | Stateline Casino, Wendover, Utah                 | |
| Victorie                                                                                                   | 35–2             | Baby Lorona, Jr.      | TKO | 2 (10), 2:50  | 2001-04-01 | Peppermill Hotel Casino, Reno, Nevada            | |
| Victorie                                                                                                   | 34–2             | Sean Fletcher         | TKO | 7 (10), 1:54  | 2001-02-11 | Peppermill Hotel Casino, Reno, Nevada            | |
| Victorie                                                                                                   | 33–2             | Reynante Jamili       | KO  | 3 (10), 1:14  | 2000-10-22 | Peppermill Hotel Casino, Reno, Nevada            | |
| Victorie                                                                                                   | 32–2             | Daniel Jiménez        | RTD | 7 (10), 3:00  | 2000-08-27 | Plaza Hotel & Casino, Las Vegas, Nevada          | |
| Victorie                                                                                                   | 31–2             | Roque Cassiani        | UD  | 12            | 2000-05-20 | Caesars Tahoe, Stateline, Nevada                 | Won vacant WBO NABO Featherweight.                                                                             |
| Victorie                                                                                                   | 30–2             | Remigio Molina        | TKO | 8 (10), 2:01  | 1999-11-20 | Hard Rock Hotel & Casino, Las Vegas, Nevada      | |
| Înfrângere                                                                                                 | 29–2             | Freddie Norwood       | UD  | 12            | 1999-09-11 | Mandalay Bay Resort & Casino, Las Vegas, Nevada  | For WBA Featherweight.                                                                                         |
| Victorie                                                                                                   | 29–1             | Wilfredo Vargas       | KO  | 2 (10), 2:02  | 1999-05-10 | Great Western Forum, Inglewood, California       | |
| Victorie                                                                                                   | 28–1             | Jose de Jesus Garcia  | KO  | 1 (10), 1:54  | 1999-02-20 | Spotlight 29 Casino, Coachella, California       | |
| Victorie                                                                                                   | 27–1             | Francisco Arreola     | TKO | 3 (12), 2:24  | 1998-10-24 | Tropicana Resort & Casino, Las Vegas, Nevada     | A păstrat titlul WBO NABO Featherweight.                                                                       |
| Victorie                                                                                                   | 26–1             | Enrique Jupiter       | TKO | 8 (12), 1:09  | 1998-08-22 | Tropicana Resort & Casino, Las Vegas, Nevada     | A păstrat titlul WBO NABO Featherweight.                                                                       |
| Victorie                                                                                                   | 25–1             | Juan Gerardo Cabrera  | TKO | 4 (12), 3:00  | 1998-06-20 | Tropicana Resort & Casino, Las Vegas, Nevada     | A păstrat titlul WBO NABO Featherweight.                                                                       |
| Victorie                                                                                                   | 24–1             | Luis Samudio          | TKO | 9 (10), 2:18  | 1998-03-16 | Great Western Forum, Inglewood, California       | |
| Victorie                                                                                                   | 23–1             | Alfred Kotey          | UD  | 12            | 1997-11-22 | Tropicana Resort & Casino, Las Vegas, Nevada     | A păstrat titlul WBO NABO Featherweight.                                                                       |
| Victorie                                                                                                   | 22–1             | Vincent Howard        | TKO | 12            | 1997-09-27 | Caesars Tahoe, Stateline, Nevada                 | A păstrat titlul WBO NABO Featherweight.                                                                       |
| Victorie                                                                                                   | 21–1             | Catalino Becerra      | TKO | 7 (12), 1:37  | 1997-07-14 | Great Western Forum, Inglewood, California       | A păstrat titlul WBO NABO Featherweight.                                                                       |
| Victorie                                                                                                   | 20–1             | Agapito Sánchez       | UD  | 12            | 1997-04-21 | Great Western Forum, Inglewood, California       | A păstrat titlul WBO NABO Featherweight.                                                                       |
| Victorie                                                                                                   | 19–1             | Cedric Mingosey       | RTD | 10 (12), 3:00 | 1997-02-03 | Arrowhead Pond, Anaheim, California              | Won vacant WBO NABO Featherweight.                                                                             |
| Victorie                                                                                                   | 18–1             | Rodrigo Valenzuela    | KO  | 8 (10), 3:00  | 1996-12-09 | Great Western Forum, Inglewood, California       | |
| Victorie                                                                                                   | 17–1             | Darryl Pinckney       | UD  | 10            | 1996-10-19 | Caesars Tahoe, Stateline, Nevada                 | |
| Victorie                                                                                                   | 16–1             | Freddy Cruz           | UD  | 10            | 1996-07-08 | Great Western Forum, Inglewood, California       | |
| Victorie                                                                                                   | 15–1             | Julio Gervacio        | KO  | 8 (10), 0:35  | 1996-04-29 | Arrowhead Pond, Anaheim, California              | |
| Victorie                                                                                                   | 14–1             | Hector Ulises Chong   | KO  | 4 (10), 1:42  | 1996-03-04 | Great Western Forum, Inglewood, California       | |
| Victorie                                                                                                   | 13–1             | Julian Wheeler        | TKO | 10 (10), 2:55 | 1995-11-06 | Great Western Forum, Inglewood, California       | |
| Victorie                                                                                                   | 12–1             | Miguel Rodriguez      | TKO | 1 (10), 2:30  | 1995-09-25 | Great Western Forum, Inglewood, California       | |
| Victorie                                                                                                   | 11–1             | Julio Cesar Portillo  | KO  | 6 (10), 2:10  | 1995-07-10 | Great Western Forum, Inglewood, California       | |
| Victorie                                                                                                   | 10–1             | Julio Sanchez Leon    | UD  | 10            | 1995-04-24 | Great Western Forum, Inglewood, California       | |
| Victorie                                                                                                   | 9–1              | Martin Ochoa          | TKO | 1 (?)         | 1995-01-30 | Great Western Forum, Inglewood, California       | |
| Victorie                                                                                                   | 8–1              | Israel Gonzalez       | TKO | 4 (8), 0:34   | 1994-12-03 | Caesars Palace, Las Vegas, Nevada                | |
| Victorie                                                                                                   | 7–1              | Jose Luis Montes      | KO  | 2 (?)         | 1994-11-12 | Plaza México, Mexico City                        | |
| Victorie                                                                                                   | 6–1              | Israel Flores         | UD  | 4             | 1994-10-01 | Mexico City                                      | |
| Victorie                                                                                                   | 5–1              | Gregorio Silva        | TKO | 2 (?)         | 1994-08-27 | Mexico City                                      | |
| Victorie                                                                                                   | 4–1              | Roman Poblano         | UD  | 6             | 1994-05-07 | Mexico City                                      | |
| Victorie                                                                                                   | 3–1              | Isaac Cortes          | TKO | 5 (6)         | 1993-10-01 | Mexico City                                      | |
| Victorie                                                                                                   | 2–1              | Israel Flores         | TKO | 2 (?)         | 1993-09-18 | Mexico City                                      | |
| Victorie                                                                                                   | 1–1              | Javier Quiroz         | TKO | 3 (?)         | 1993-06-26 | Mexico City                                      | |
| Înfrângere                                                                                                 | 0–1              | Javier Duran          | DQ  | 1 (?)         | 1993-05-29 | Mexico City                                      | Debutul în boxul profesionist.                                                                                 |

## Legături externe
- La gente apoya a marquez despues de la poca seriedad del box Arhivat în 18 decembrie 2011, la Wayback Machine.
- Juan Manuel Márquez Fight-by-Fight Career Record Arhivat în 13 noiembrie 2011, la Wayback Machine.
- HBO: Fighters: Juan Manuel Márquez Article Arhivat în 26 august 2009, la Wayback Machine.
- Profilul lui Juan Manuel Márquez pe boxrec.com